# Nissenhütte

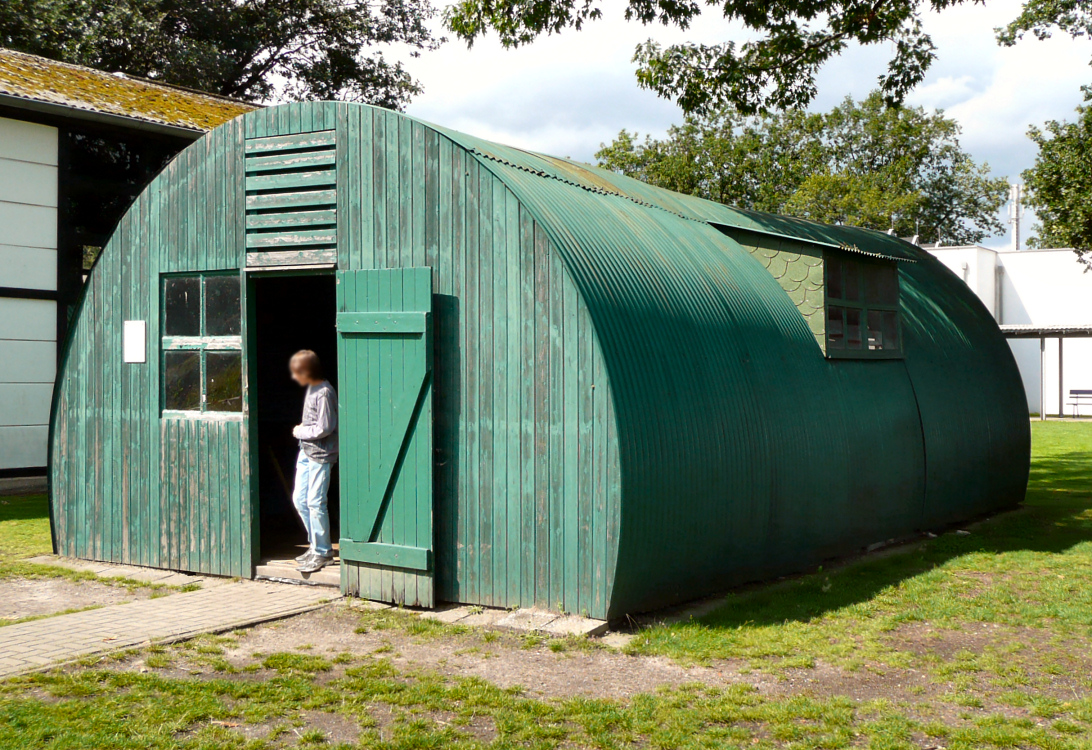
Nissenhütte im Panzermuseum Munster

Nissenhütte (engl. Nissen hut) ist die Bezeichnung für eine von dem kanadischen Ingenieur und Offizier Peter Norman Nissen im Jahr 1916 entwickelte Wellblechhütte in Fertigteilbauweise mit halbrundem Dach. Sie diente der britischen Armee im Ersten Weltkrieg als „möglichst billige, schnell zu errichtende mobile“ Unterkunft. Vier bis sechs Soldaten benötigten rund vier Stunden, um eine solche Hütte aufzubauen.
Die Vorstellung, die Nissenhütten seien nach den bei Bewohnern häufig anzutreffenden Kopfläusen und deren Nissen benannt, war öfter anzutreffen, ist aber falsch.

## Geschichte
Im Jahre 1941 entwickelten die USA in Quonset Point im Bundesstaat Rhode Island eine Wellblechhütte, die Quonset hut, die über 150.000-mal gebaut und weltweit eingesetzt wurde.
In der Nachkriegszeit diente das in Europa zunächst militärisch eingesetzte Material beim Aufbau von Internierungs-, Gefangenen- und Entlassungslagern. In Deutschland wurden in der britischen und der amerikanischen Zone und im britischen Sektor von Berlin Nissenhüttenlager für die große Zahl der infolge von Vertreibung und Bombenangriffen obdachlos gewordenen Menschen errichtet. Bis zu zwei Familien wurden in dem durch eine dünne Wand getrennten Raum untergebracht. Berichten zufolge wohnten alleine in Hamburg bis zu 14.000 Menschen in diesen Unterkünften. Bewohnte Nissenhütten finden sich heute beispielsweise noch in Kropp, Brunsbüttel. In Husum wurde eine Nissenhüttensiedlung mittlerweile unter Denkmalschutz gestellt.
In einigen Gebieten des Pazifiks, beispielsweise auf Espiritu Santo in der Inselrepublik Vanuatu, waren etliche der Quonset huts noch 2011 bewohnt. Auf der schottischen Orkneyinsel Lamb Holm gibt es mit der Italian Chapel ein aus zwei Nissenhütten bestehendes Kirchengebäude.

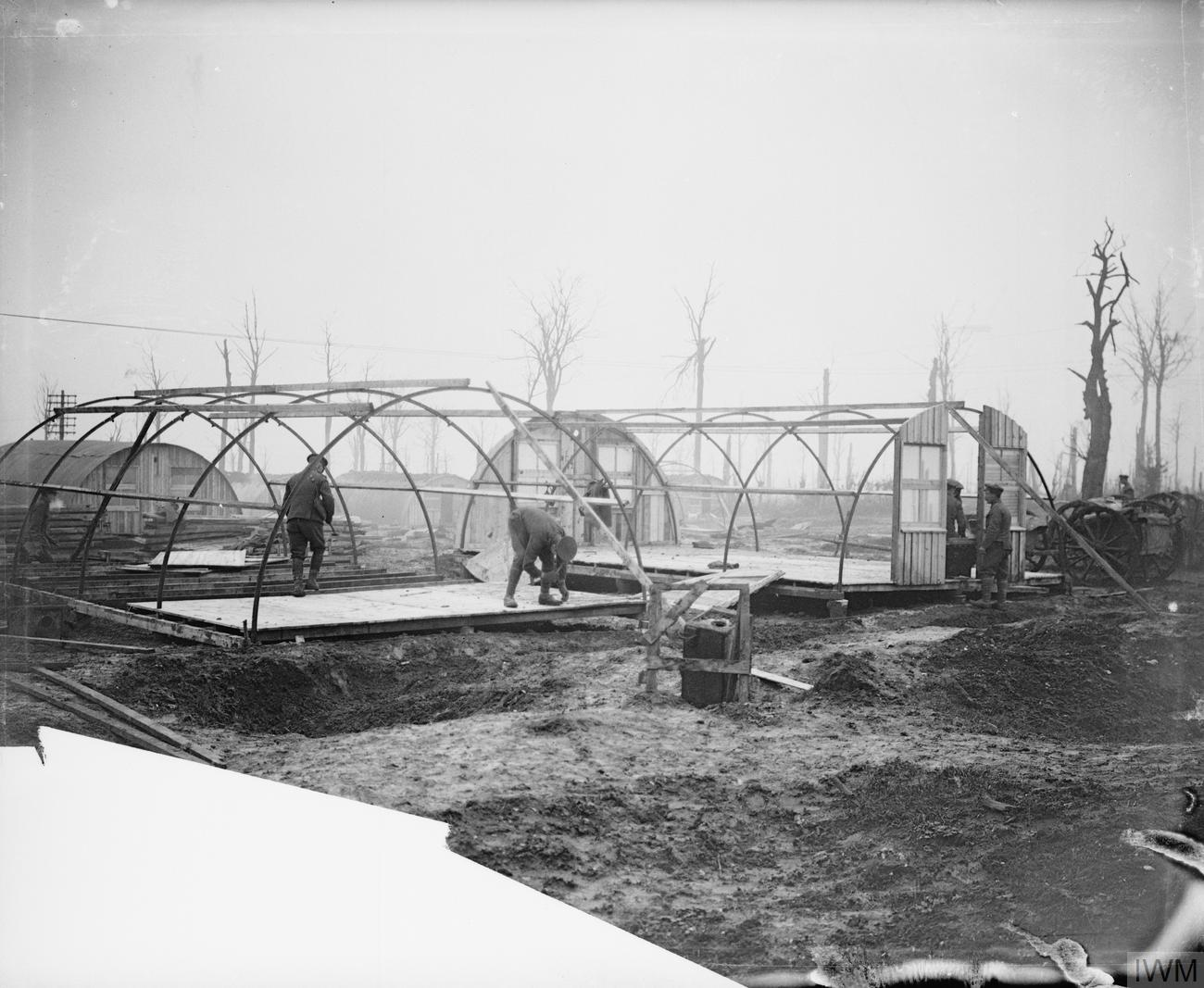
Britische Soldaten errichten Nissenhütten während der Schlacht an der Somme 1916
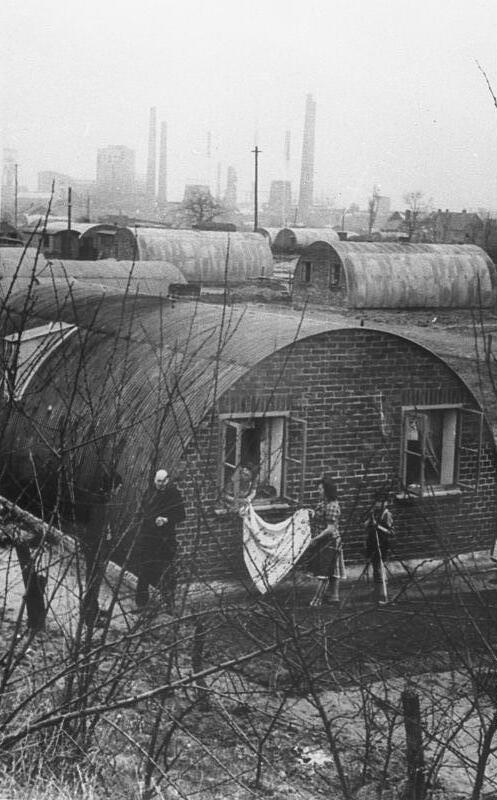
Nissenhütten als Behelfsheime im Ruhrgebiet 1947
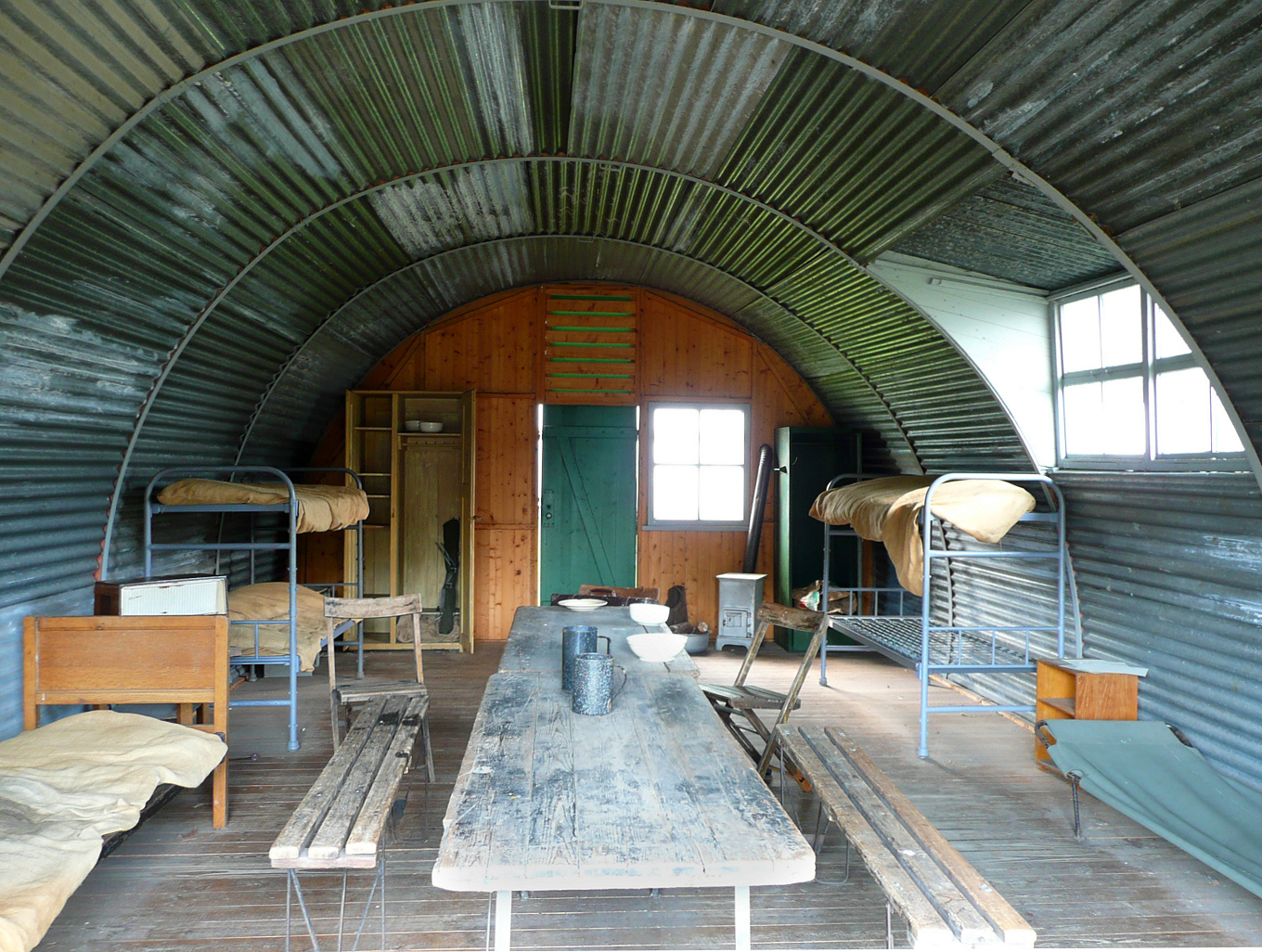
Restaurierte Nissenhütte
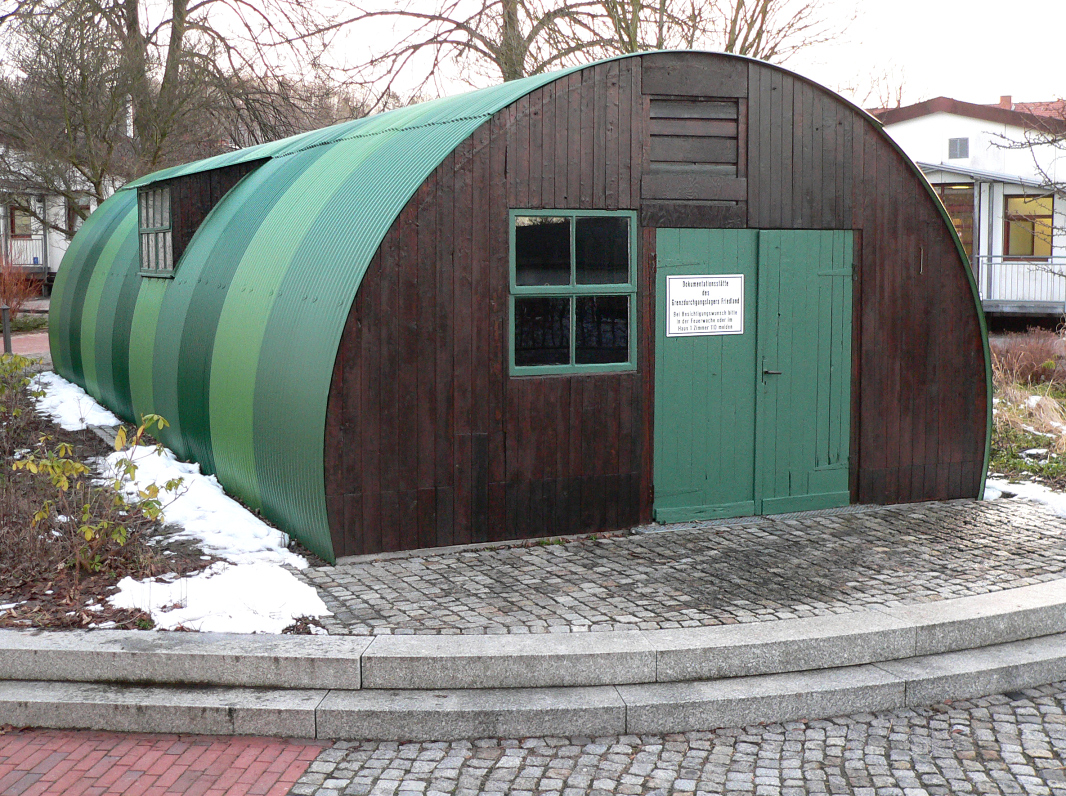
Nissenhütte im Lager Friedland
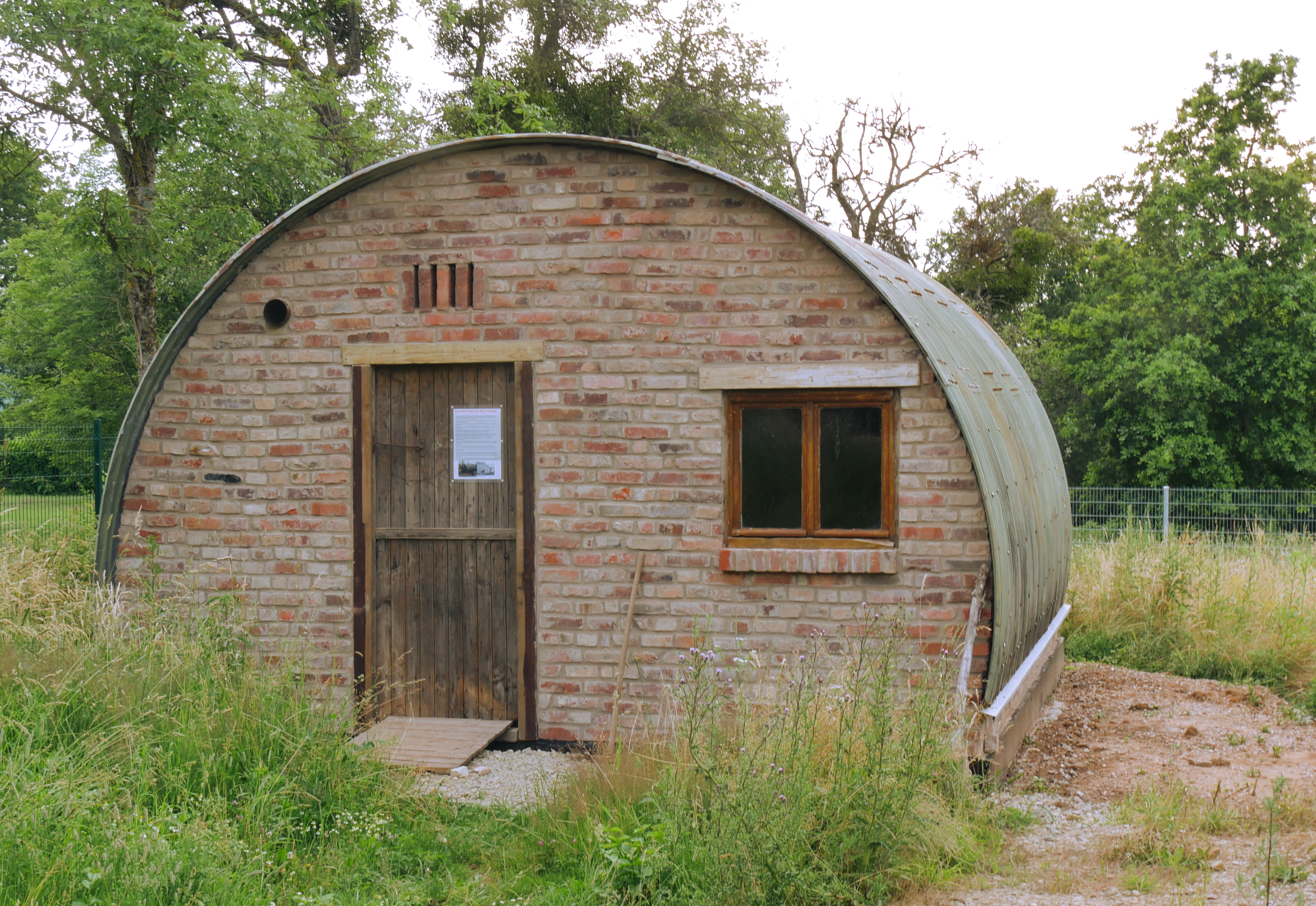
Nissenhütte als Notunterkunft im Volkskunde- und Freilichtmuseum Roscheider Hof
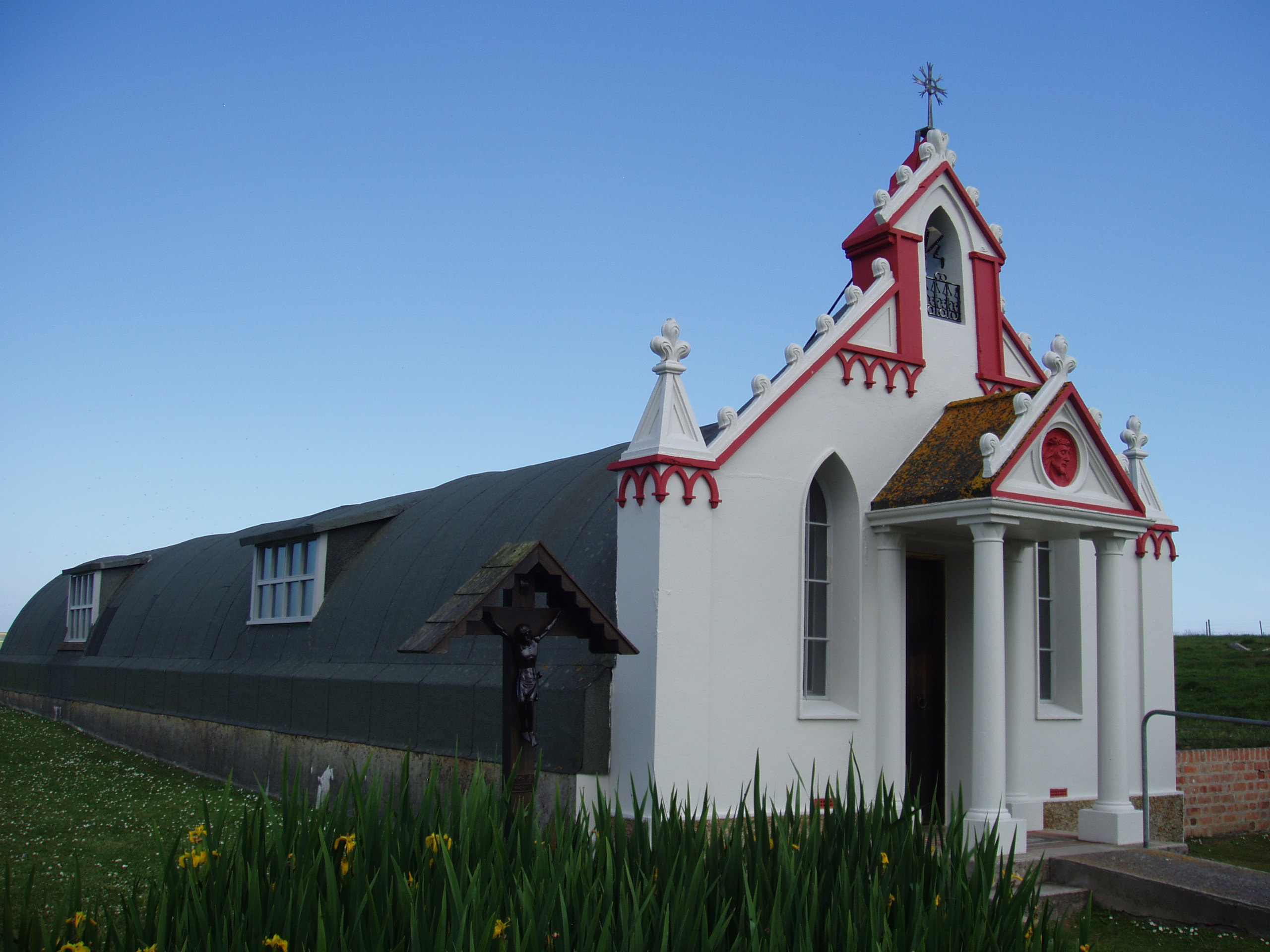
Kirchengebäude Italian Chapel auf den Orkneys

## Unterschiede der Bauformen
Englische Nissen-Hütten wurden in der Regel aus einfachem Wellblech ohne Innenverkleidungen und Wärmedämmung gebaut. Daher war zum Beheizen ein kleiner, mit Holz oder Kohle befeuerter Ofen notwendig. Der untere Teil der Seitenwände wurde mit Tarnfarbe gestrichen, um zusätzlich einen gewissen Rostschutz zu erreichen. Der Radius der englischen Bauform war nach einer Modifikation des ursprünglichen Modells 8 ft (2438 mm) bei einem Mittelpunktswinkel von 210 Grad. Die hinsichtlich der nutzbaren Stellfläche ähnliche Quonset-Hütte hatte einen Radius von 10 ft (3048 mm) und einen Mittelpunktswinkel von 180 Grad. Sie waren zudem mit einer Innenverkleidung aus Masonite versehen, einer Art Hartfaserplatte. Der Spalt zwischen Innen- und der gegen Korrosion verzinkten Außenwand war mit Isolationsmaterial gefüllt.
Während man die Konstruktion nach Nissen in der Nachkriegszeit nicht weiter verbesserte, wurde die amerikanische Bauweise während des Einsatzes im Koreakrieg um eine Variante mit geraden Wänden ergänzt, um den Nachteil in der Nutzung der Grundfläche zu beseitigen. Das Quonset-Prinzip wird bis heute weiterentwickelt und eingesetzt.

Querschnitt einer Nissen-Hütte

## Ausstellung

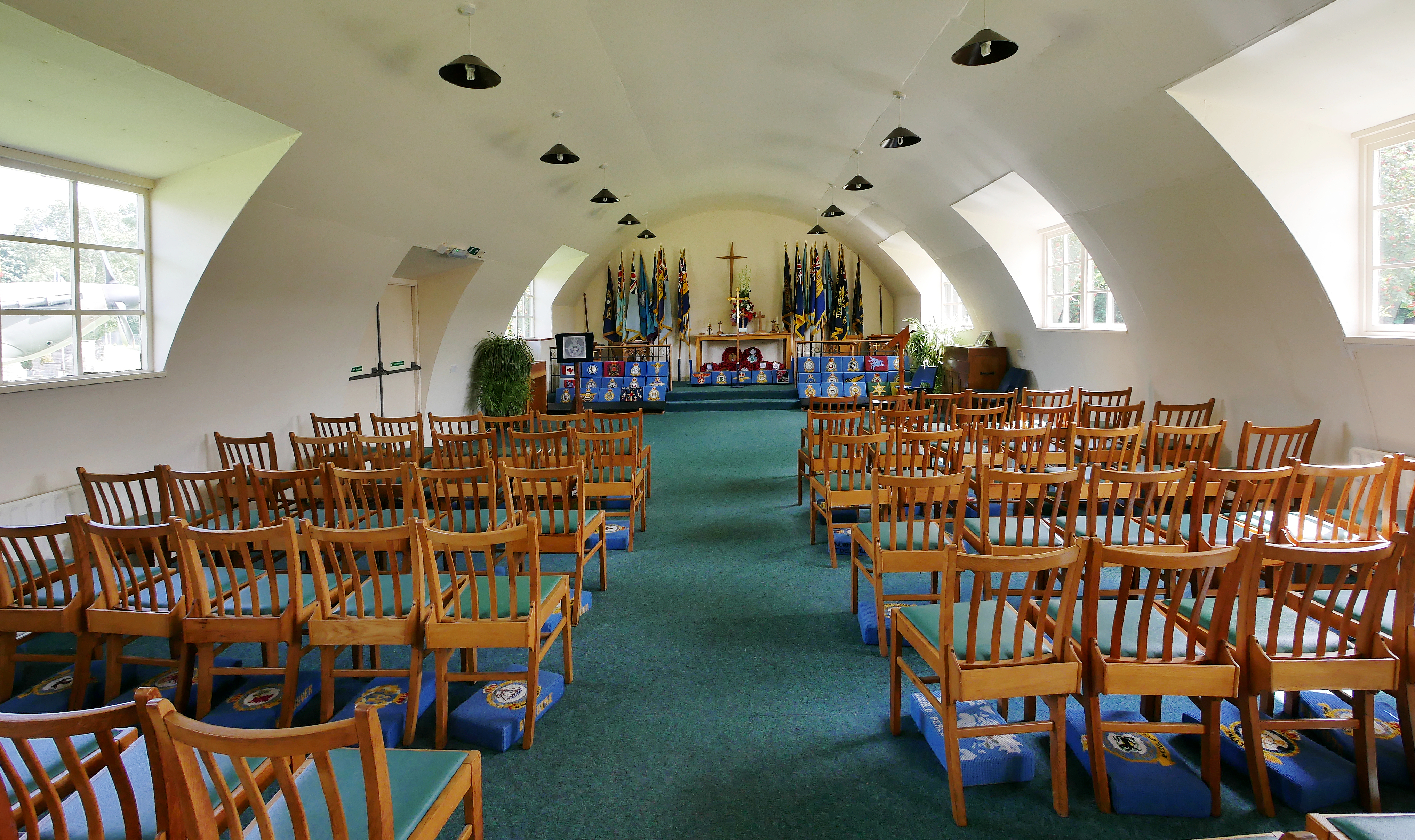
Nissenhütte als Kirche eingerichtet (RAF Elvington Chapel, Yorkshire Air Museum)

Eine Ausstellung über das Leben der ersten Nachkriegsjahre zeigt die originalgetreue Einrichtung einer Nissenhütte einer ostpreußischen Flüchtlingsfamilie im Freilichtmuseum am Kiekeberg, die vom ehemaligen britischen Truppenübungsplatz Camp Reinsehlen stammt. Weitere Ausstellungen von Nissenhütten befindet sich im LVR-Freilichtmuseum Kommern, im Tierpark Neumünster, im Volkskunde- und Freilichtmuseum Roscheider Hof, auf dem Gelände des Deutschen Panzermuseums in Munster und auf dem Gelände der Erinnerungsstätte zur Luftbrücke nach Berlin (1948/1949) in Faßberg (Landkreis Celle) (Lage). Außerdem ist eine restaurierte Nissenhütte im Lager Friedland zu sehen, die heute als Dokumentationsstätte der Einrichtung genutzt wird. Dort sind nach 1945 Nissenhütten zur Erstunterbringung von Flüchtlingen aus den ehemaligen deutschen Ostgebieten erbaut worden. In Husum stehen noch sieben Nissenhütten einer von 1947 bis 1948 errichteten Flüchtlingssiedlung.
Nissenhütten sind auch in Militärmuseen im Vereinigten Königreich zu finden. So ist im Yorkshire Air Museum  unter anderem eine Kirche in einer Nissenhütte eingerichtet.